# Завханмандал
Завханмандал (монг. Завханмандал) — сомон Завханського аймаку, Монголія. Територія 3,6 тис. км², населення 2,1 тис. Центр сомону Нуга розташований на відстані 1350 км від Улан-Батору, 167 км від міста Уліастай.

## Рельєф
Гориста місцевість, гори заввишки 1500–2000 м. Ріка Хунгуй. Піщані бархани Монгол еле, Борхир.

## Клімат
Різкоконтинентальний клімат. Середня температура січня −25 градусів, липня +25 градусів. Щорічна норма опадів у горах 400 мм, на решті території 120–200 мм.

## Тваринний світ
Водяться гірські барани, козулі, лисиці, корсаки, вовки, дикі кішки.

## Соціальна сфера
Є школа, лікарня, торговельно-культурні центри.